# Afrikaanse velduil
De Afrikaanse velduil (Asio capensis) is een uil uit de familie van de (typische) uilen Strigidae. De uilen uit het geslacht Asio hebben veertjes op de kop die lijken op de oren bij zoogdieren. 

## Verspreiding en leefgebied
Deze soort komt wijdverspreid voor in Afrika en telt drie ondersoorten:
- A. c. tingitanus: noordelijk Marokko.
- A. c. capensis: van Senegal en Gambia tot Ethiopië, zuidelijk tot Zuid-Afrika.
- A. c. hova: Madagaskar.